# 头孢噻吩
头孢噻吩（INN：Cefalotin；USAN：Cephalothin）是第一代头孢菌素抗生素。它是第一个上市的头孢菌素（1964 年），并继续被广泛使用。它是一种静脉注射药物，具有与头孢唑林和口服药物头孢氨苄相似的抗菌谱。头孢噻吩钠以 Keflin（礼来）和其他商品名销售。
该化合物是噻吩-2-乙酸的衍生物。